# José Antonio Marí-Alcaraz
José Antonio Marí-Alcaraz García (Valencia, 23 de octubre de 1988) es un deportista español que compite en natación adaptada. Ganó dos medallas en los Juegos Paralímpicos de Verano, bronce en Londres 2012 y bronce en París 2024.

## Palmarés internacional
| Juegos Paralímpicos | Juegos Paralímpicos   | Juegos Paralímpicos | Juegos Paralímpicos                |
| Año                 | Lugar                 | Medalla             | Prueba                             |
| ------------------- | --------------------- | ------------------- | ---------------------------------- |
| 2012                | Londres (Reino Unido) | Medalla de bronce   | 50 m libre S9                      |
| 2024                | París (Francia)       | Medalla de bronce   | 4 × 100 m estilos (34 ptos.) mixto |